# Kennedale (Teksas)
Kennedale je grad u američkoj saveznoj državi Teksas. Prema popisu stanovništva iz 2010. u njemu je živjelo 6.763 stanovnika.